# Циклін D2
CCND2 (англ. Cyclin D2) – білок, який кодується однойменним геном, розташованим у людей на короткому плечі 12-ї хромосоми. Довжина поліпептидного ланцюга білка становить 289 амінокислот, а молекулярна маса — 33 067.
| 10         |  | 20         |  | 30         |  | 40         |  | 50         |
| ---------- |  | ---------- |  | ---------- |  | ---------- |  | ---------- |
| MELLCHEVDP |  | VRRAVRDRNL |  | LRDDRVLQNL |  | LTIEERYLPQ |  | CSYFKCVQKD |
| IQPYMRRMVA |  | TWMLEVCEEQ |  | KCEEEVFPLA |  | MNYLDRFLAG |  | VPTPKSHLQL |
| LGAVCMFLAS |  | KLKETSPLTA |  | EKLCIYTDNS |  | IKPQELLEWE |  | LVVLGKLKWN |
| LAAVTPHDFI |  | EHILRKLPQQ |  | REKLSLIRKH |  | AQTFIALCAT |  | DFKFAMYPPS |
| MIATGSVGAA |  | ICGLQQDEEV |  | SSLTCDALTE |  | LLAKITNTDV |  | DCLKACQEQI |
| EAVLLNSLQQ |  | YRQDQRDGSK |  | SEDELDQAST |  | PTDVRDIDL  |  |            |

A: Аланін

C: Цистеїн

D: Аспарагінова кислота

E: Глутамінова кислота

F: Фенілаланін

G: Гліцин

H: Гістидин

I: Ізолейцин

K: Лізин

L: Лейцин

M: Метіонін

N: Аспарагін

P: Пролін

Q: Глутамін

R: Аргінін

S: Серин

T: Треонін

V: Валін

W: Триптофан

Кодований геном білок за функцією належить до фосфопротеїнів. 
Задіяний у таких біологічних процесах, як клітинний цикл, поділ клітини, альтернативний сплайсинг. 
Локалізований у цитоплазмі, ядрі, мембрані.